# ひさき
ひさき（SPRINT-A、Spectroscopic Planet Observatory for Recognition of Interaction of Atmosphere）は、2013年から2023年まで運用された宇宙航空研究開発機構 （JAXA）の惑星分光観測衛星。太陽系の惑星専用の宇宙望遠鏡（人工衛星）としては世界初。極端紫外線で惑星磁気圏内のプラズマなどを観測する。
宇宙科学研究所（ISAS）の小型科学衛星 (SPRINT) シリーズの1号機。イプシロンロケットで打ち上げられた。開発・製造のとりまとめは日本電気、ミッション部は住友重機械工業が担当した。

## 概要
太陽系内の他の惑星（水星、金星、火星、木星、土星）とその衛星の大気やプラズマに起こる宇宙空間への大気の流出、磁気圏の変遷等を極端紫外線領域で継続的に観測する。極端紫外線は地球大気によって吸収され地表面まで到達しない光（電磁波）であるため、地上に設置された望遠鏡では基本的に観測が難しい（電波の窓も参照）。
同時期にはNASAのハッブル宇宙望遠鏡など、より高性能な宇宙望遠鏡が運用されているが、これらは太陽系外の恒星などさまざまな天体観測に用いられるため、太陽系惑星の時間的変化を継続的に観測することができない。また、特定の惑星近傍に探査機を送り込めば非常に高精度なデータが得られるものの、費用は高額になると同時に複数の惑星を並行して観測することはできない。ひさきでは、観測対象を太陽系惑星の大気・磁気圏の特性調査に限定して写真的な画像ではなく分光スペクトルの観測としたことで、ハッブル宇宙望遠鏡のように高性能で汎用的な観測に使用できるセンサを搭載せず、観測目的に特化して小型で安価な宇宙望遠鏡を実現した。

### 主な観測対象
- 木星のオーロラ・衛星イオの大気
- 水星の大気（地表付近・外気圏、磁気圏）
- 金星や火星の大気の、宇宙空間への流れ出し
- 他、金星や土星のオーロラなど

### 名称
打ち上げ成功後、SPRINT-Aの愛称としてひさき（太陽（ひ）の先（さき）、内之浦のある津代半島の先端の地名の火崎に由来）と命名した。
プロジェクト化以前はTOPS（Telescope Observatory for Planets on Small-satellite）の名称で紫外線から近赤外まで（121 - 1,100nm）の可視光を中心に観測するミッションとして東京大学や東北大学が中心となって提案されていたが、小型科学衛星シリーズSPRINTのプロジェクトとして採択された後に衛星名はSPRINT-Aに、観測ミッションはEXCEED計画と呼ばれるようになった。

## 歴史
- 2009年1月 - 小型科学衛星プロジェクト移行[8]。
- 2012年10月 - 惑星分光観測衛星プロジェクト発足[8]。
- 2013年
  - 9月14日14:00 - 打ち上げ。61分39秒後に軌道投入された[9]。8月22日の打上げ予定はロケットの地上設備の配線誤りの修正のため延期[10]、8月27日は打上げ19秒前に姿勢監視開始と同時にロール姿勢異常を検知して打上げシーケンスを自動停止し延期[11]していた。
  - 11月19日 - 極端紫外線分光装置（EUV）の機能が正常であることを確認[12]。
- 2023年12月8日 - スタートラッカの経年劣化により観測のための姿勢制御が困難となったことから停波され、運用が終了された[13][14]。
- 2024年5月 - プロジェクト解散[8]。

## 衛星諸元

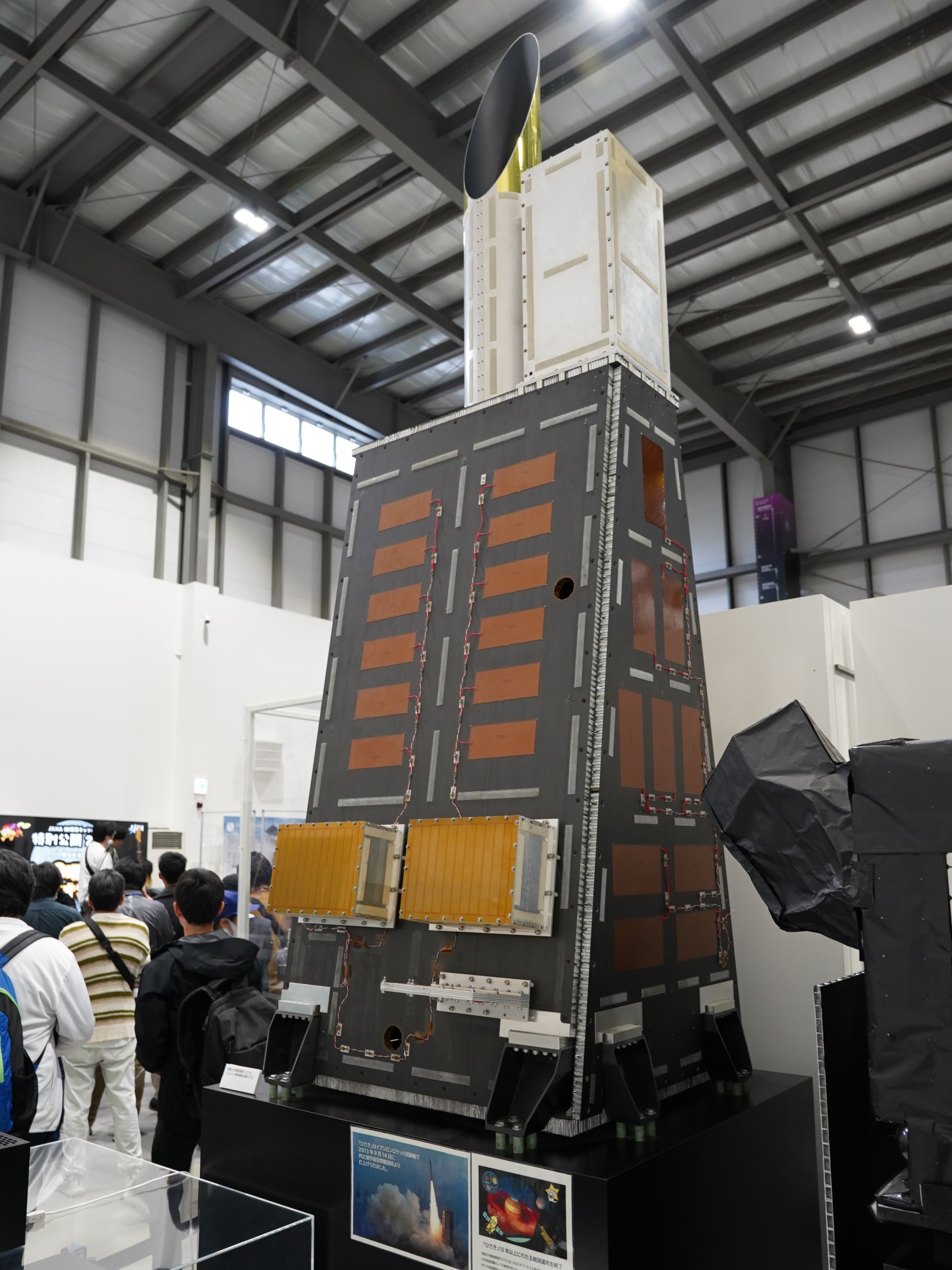
ひさきミッション部の模型

衛星のサイズは1m × 1m × 4m（展開後：1m × 約7m × 4m）、重さは 335kg 。高度約 950 × 1,150kmの地球周回楕円軌道上から観測を行う。観測対象を紫外線領域を中心とした理由としては、これまでの惑星探査機の観測結果によれば、対象となる惑星の下層大気を観測するにあたり、UV領域における反射が観測できるという点である（マリナー探査機による金星探査などによる）。このことによって、金星などの惑星における大気運動観測や大気成分分析が精密に行えることになる。
開発費は数十億円程度の見込みで、研究段階においては無人宇宙実験システム研究開発機構（USEF）の小型地球観測衛星のASNAROシリーズと共同で研究が行われており、この結果、両シリーズ共にNEC製の標準衛星バス「NEXTAR」が採用されている。
| 衛星寿命       | 1年以上                                      |
| 軌道・姿勢     | 低軌道・三軸制御                             |
| 指向精度       | ±1.5分角(STTのみ)/±5秒角(スリットカメラ併用) |
| 姿勢安定度     | ±5秒角/120秒                                 |
| 内惑星観測条件 | 太陽からの角度が±10度以上時                  |

### EXCEED
極端紫外線分光器EXCEED（Extreme Ultraviolet Spectroscope for Exospheric Dynamics）のバッフル部から入射した光はミッション部底面にある反射鏡で5.4°軸をずらして反射し、焦点でスリットを通過して、バッフルの隣の箱状の分光計装置天面の回折格子で反射・分光され、検出器（MCP、Micro Channel Plate）で輝線スペクトルが観測される。光学系全体での総合効率は1%から2%（有効面積で1cm2から2cm2程度）。検出器のヨウ化セシウムは潮解性があるため真空状態に保つ必要があり、打ち上げ後衛星機体から放出されるアウトガスの影響がなくなるまでフッ化マグネシウム（MgF2）製のフィルタで保護され、軌道上でフィルタが開かなくても1150Å以上の波長が観測可能なように設計されていた。ガイドカメラはスリットの溝を通過せず板面で反射した惑星の像を利用して機体の撮影姿勢を制御するために利用される。ガイドカメラは放射線による劣化で2016年9月に機能停止した。
- 望遠鏡[19]
  - 主鏡
    - シリコンカーバイド基板にシリコンカーバイドの蒸着（CVD-SiC、ニコン製）
    - 有効径：200mm、焦点距離：1,600mm、絞り：F/8

  - スリット（9種類）
    - 視野角
      - 長さ：360"（秒角）（＝実寸3.3mm）
      - 幅：10"、60"、ダンベル型（中央部20"・両端側140"[17]、木星本体を遮光して極域と周囲のオーロラ等を撮影する際に使用）

    - フィルター
      - なし
      - インジウム（In）：700 - 1100Å域を選択的に透過
      - フッ化カルシウム（CaF2）：1300Å以下を遮断

  - 回折格子
    - ラミナー型（トロイダル曲面、島津製作所製）
    - 有効径：50mm、線密度：1,800本/mm
- MCP（検出器）
  - 観測波長：52 - 148nm（520 - 1480Å）
  - 画素数：1,024×1,024ピクセル（解像度は1ピクセルあたり約1Å）
  - 分解能：3Å（FWHM：半値全幅）
  - 光電物質：ヨウ化セシウム（CsI）
- FOVGC（Field-Of-View Guide Camera、ガイドカメラ）
  - 32bit CCDカメラ[17]
  - 観測波長：553nm（±35nm）[21]
  - 視野角：240"×240"
  - 画素数：256×256ピクセル[17]
  - 絞り：F/16
  - 衛星バスの指向精度が±120"のところ、FOVGCを使用することで±5"の精度で姿勢制御される[16]
- 重量：80 kg 以下
- 電力：200 W
- データレート：0.1 GB/日（最大）[要出典]

### NESSIE
次世代電源系要素技術実証機NESSIE（Next-generation Small Satellite Instrument for EPS(Electric Power System)）は、EXCEEDの側面に取り付けられた次世代電源系機器を検証するオプション実験機。主ミッションには直接関係せず、高効率薄膜太陽電池セル（KKM-PNL）とリチウムイオンキャパシタ（LIC）の宇宙実証実験を行う。大きさは550×463×205mm、質量10.03kg。
- 薄膜太陽電池セルには薄膜3接合タイプ（IMM3J）、薄膜2接合タイプ（TF2J）、比較用に従来型のシリコン太陽電池が搭載され、電力効率や宇宙環境による影響が検証された[24]。軽量なため従来型太陽電池パドルと比べて出力重量比が4倍と高効率で、基材がカーボン繊維強化プラスチック（CFRP）のシートであるため柔軟性を有する[25]。この実証成果を受けて、2024年に月面着陸に成功した小型月着陸技術実証機SLIMに採用され、深宇宙探査技術実証機DESTINY+に搭載予定である。シャープ製。
- リチウムイオンキャパシタ（LIC）は安全性に注意が必要なリチウムイオン二次電池とは異なり、酸化物を使用しないコンデンサタイプであり自己放電が少なく動作温度範囲や充放電サイクルに優れると期待されている[23]。運用では計画通り1年間の自然放電特性は測定された[8]が、2013年11月2日にLICへの補充電が出来ないことが確認され[26]、延長ミッション時に予定していた繰り返し充放電特性は測定されなかった。キャパシタ単体で303g、125×165×15mm、1,171mAh[23]。旭化成FDKエナジーデバイス（AFEC、現FDK[27]）製[28]。